# Универзитет у Ђаковици
Универзитет „Фехми Агани” (алб. Universiteti "Fehmi Agani") је државни универзитет у Ђаковици. Настава се одржава на албанском језику, по наставном плану и програму Републике Косово.

## Факултети
- Педагошки факултет
- Филолошки факултет
- Медицински факултет
- Факултет примењених наука
- Факултет друштвених наука